# 조재윤
조재윤(1974년 10월 29일~)은 대한민국의 배우인데, 1994년에 연극배우로 첫 데뷔를 하였다.
1994년 연극배우로 첫 데뷔를 하고 2002년 뮤지컬에도 첫 무대를 밟은 그는, 2003년 영화 《영어완전정복》에 출연하며 영화계에 첫발을 내디뎠다. 그 후, 2010년 《아저씨》, 2013년 《7번방의 선물》, 2013년 《용의자》, 2015년 《내부자들》, 2016년 《그날의 분위기》, 2017년 《프리즌》, 《시간위의 집》과 같은 다양한 장르의 영화를 통해 개성 있는 연기로 존재감을 선보이며 충무로를 대표하는 연기파 배우로 주목받았다.

## 출연 작품

### 드라마
- 2007년 MBC 《히트》 - 경찰 역
- 2007년 OCN 《키드갱》
- 2007년 MBC 《이산》
- 2008년 iHQ DRAMA 《크라임 시즌 2》ep.2
- 2008년 tvN 《맞짱》
- 2008년 MBC 《에덴의 동쪽》
- 2009년 SBS 《드림》 - 갈치 역
- 2009년 SBS 《태양을 삼켜라》 - 장돌 역
- 2009년 OCN 《조선추리활극 정약용》
- 2011년 KBS2 《강력반》 - 양도수 역
- 2011년 MBC  《빛과 그림자》
- 2012년 SBS 《신사의 품격》 - 형사 역
- 2012년 OCN 《히어로》 - 영준 역
- 2012년 SBS 《추적자 THE CHASER》 - 박용식 역
- 2012년 KBS2 《KBS 드라마 스페셜 - 칼잡이 이발사》 - 봉식 역
- 2012년 KBS2 《KBS 드라마 스페셜 - 칠성호》 - 홍만식 역
- 2012년 SBS 《내 사랑 나비부인》 - 단속 경찰 역
- 2012년 KBS2 《전우치》 - 철견 역
- 2012년 SBS Plus 《풀하우스 TAKE 2》 - 조선족 택시기사 역
- 2013년 MBC 《구가의 서》 - 마봉출 역
- 2013년 Mnet 《몬스타》 - 매니저 홍 역
- 2013년 KBS2 《칼과 꽃》 - 부치 역
- 2013년 SBS 《주군의 태양》 - 죽은 여자친구 귀신을 떼어내달라고 부탁하는 의뢰인 역
- 2013년 tvN 《응답하라 1994》 - 김재영 역
- 2013년 MBC 《기황후》 - 골타 역
- 2013년 KBS2 《KBS 드라마 스페셜 - 마귀 - 파발, 지옥을 달리다》
- 2014년 KBS2 《KBS 드라마 스페셜 - 부정주차》 - 한정훈 역
- 2014년 tvN 《라이어 게임》 - 조달구 역
- 2015년 KBS2 《블러드》 - 우일남 역
- 2015년 tvN 《식샤를 합시다 2》 - 김미란 남편 역
- 2015년 JTBC 《라스트》 - 뱀눈 역
- 2015년 SBS 《심야식당》 - 광조 역
- 2016년 KBS2 《태양의 후예》 - 진영수 역
- 2016년 tvN 《피리부는 사나이》 - 한지훈 역
- 2016년 JTBC 《판타스틱》 - 오창석 역
- 2016년 MBC 《캐리어를 끄는 여자》
- 2017년 OCN 《보이스》 - 살해도주범 역
- 2017년 SBS 《피고인》 - 신철식 역
- 2017년 OCN 《구해줘》 - 조완태 역
- 2017년 KBS2 《매드 독》 - 박순정 (치타) 역
- 2017년 OCN 《블랙》 - 저승사자 No.007 역
- 2018년 tvN 《드라마 스테이지 - 낫 플레이드》
- 2018년 SBS 《기름진 멜로》 - 오맹달 역
- 2018년 XtvN 《복수노트 2》 - 하록희의 아버지 역 (특별출연)
- 2018년 SBS 《흉부외과 - 심장을 훔친 의사들》 - 황진철 역 (특별출연)
- 2018년 OCN 《플레이어》 - 신기자 역 (특별출연)
- 2018년 JTBC 《SKY 캐슬》 - 우양우 역
- 2019년 OCN 《구해줘 2》 - 파출소장 역
- 2019년 MBC 《신입사관 구해령》 - 김척점 역 (특별출연)
- 2019년 tvN 《유령을 잡아라!》 - 이만진 역
- 2020년 SBS 《더 킹 : 영원의 군주》 - 사격장 아저씨 역
- 2020년 JTBC 《모범형사》 - 이대철 역
- 2020년 MBC every1 《연애는 귀찮지만 외로운 건 싫어!》 (특별출연)
- 2021년 tvN 《마우스》 - 대니얼 리 역
- 2021년 SBS 《펜트하우스 2》- 황금봉 역 (특별출연)
- 2021년 SBS 《라켓소년단》- 도시 남자 1 역 (특별출연)
- 2022년 tvN 《환혼》- 진무 역
- 2022년 Disney+ 《카지노》
- 2022년 tvN 《환혼 빛과 그림자》- 진무 역
- 2022년 ENA 《사장님을 잠금해제》
- 2023년 SBS 《7인의 탈출》- 남철우 역
- 2024년 MBC 《밤에 피는 꽃》 - 강필직 역
- 2024년 SBS 《7인의 부활》- 남철우 역
- 2024년 MBC 《백설공주에게 죽음을-Black Out》 - 심동민 역
- 2024년 tvN 《사랑은 외나무다리에서》- 박동진 역
- 2025년 MBC 《언더커버 하이스쿨》 - 구 사장 역

### 영화
- 2002년 《라이터를 켜라》 ... 브리핑 요원 역
- 2003년 《영어완전정복》 ... 홍 주임 역
- 2004년 《안녕! 유에프오》 ... 종점 직원 역
- 2005년 《그때 그사람들》 ... 궁정동 경비원 역
- 2006년 《중천》
- 2006년 《사랑따윈 필요없어》
- 2008년 《스토리 오브 와인》 ... 순데렐라 역
- 2009년 《마린 보이》 ... 임 부장 역
- 2009년 《국가대표》 ... 입양인연대 직원 1역
- 2009년 《작전》 ... 이 대리 역
- 2009년 《괭이》
- 2009년 《부산》 ... 날치 역
- 2010년 《아저씨》 ... 장두식 역
- 2010년 《황해》 ... 부산항 트럭 운전수 역
- 2010년 《그대를 사랑합니다》 ... 군봉 차남 역
- 2010년 《미스터 좀비》 ... 조용팔 역
- 2010년 《불량남녀》
- 2011년 《체포왕》
- 2011년 《특수본》
- 2011년 《독개구리》
- 2012년 《로맨스 조》
- 2013년 《7번방의 선물》
- 2013년 《미스터 고》
- 2013년 《용의자》 ... 조 대위 역
- 2014년 《아빠를 빌려드립니다》
- 2015년 《워킹걸》 ... 조지호 역
- 2015년 《살인의뢰》 ... 김기석 역
- 2015년 《내부자들》 ... 방 계장 역
- 2016년 《그날의 분위기》 ... 강 선배 역
- 2016년 《날, 보러와요》 ... 박 형사 역
- 2017년 《중2라도 괜찮아》 ... 조 닥터 역
- 2017년 《비정규직 특수요원》 ... 박 차장 역
- 2017년 《프리즌》 ... 마홍표 역
- 2017년 《시간위의 집》 ... 철중 역
- 2017년 《살인자의 기억법》 ... 의사 역
- 2017년 《범죄도시》 ... 황춘식 사장 역
- 2017년 《역모: 반란의 시대》 ... 도만철 역
- 2018년 《더 펜션》 ... 덕 역
- 2020년 《피원에이치: 새로운 세계의 시작》 ... 채윤아빠 역
- 2021년 《썰》 ... 이충무 역
- 2021년 《보이스》 ... 덕팔 역
- 2021년 《브라더》 ... 정용식 역
- 2021년 《영웅》...  우덕순 역
- 2022년 《한산: 용의 출현》 ... 마나베 사마노조 역
- 2025년 《귀신들》 ... 사냥꾼 역

### 연극
- 2003년 《휴먼 코미디》 - 할아버지 형사 댄서 역
- 2007년 《대머리 여가수》 - 소방관 역
- 2013년 《웃음의 대학》 - 검열관 역
- 2018년 《정의의 사람들》 - 스쿠라토프 역
- 2020년 《아트》 - 이반 역

### 뮤지컬
- 2015년 《벽을 뚫는 남자》 - 듀블, 변호사, 형무소장, 경찰 역

### 예능
- 2015년 MBC 《애니멀즈》
- 2018년 MBC EVERY1 《바다경찰》
- 2019년 tvN 《커피프렌즈》
- 2019년 MBC EVERY1 《도시경찰》
- 2019년 채널A 《나만 믿고 따라와, 도시어부》
- 2019년 MBC EVERY1 《도시경찰 시즌 2》
- 2019년 SBS Plus 《밥은 먹고 다니냐?》
- 2022년 KBS2 《세컨 하우스》
- 2023년 MBC 《심야괴담회 시즌3》
- 2024년 TV CHOSUN 《이제 혼자다》 - 우지원 편 VCR 출연

### 교양
- 2023년 MBC 《생방송 행복드림 로또 6/45》- 게스트 1083회

## 수상 및 후보
| 연도 | 시상식                     | 부문                           | 작품                                        | 결과 |
| ---- | -------------------------- | ------------------------------ | ------------------------------------------- | ---- |
| 2012 | SBS 연기대상               | 미니시리즈부문 남자 특별연기상 | 추적자 THE CHASER                           | 후보 |
| 2016 | 제9회 코리아 드라마 어워즈 | 남자 우수연기상                | 태양의 후예                                 | 수상 |
| 2016 | KBS 연기대상               | 남자 조연상                    | 태양의 후예                                 | 후보 |
| 2017 | KBS 연기대상               | 남자 조연상                    | 매드독                                      | 후보 |
| 2017 | SBS 연기대상               | 남자 조연상                    | 피고인                                      | 후보 |
| 2022 | KBS 연예대상               | 베스트 커플상                  | 세컨 하우스                                 | 수상 |
| 2024 | 대한민국 퍼스트브랜드 대상 | 남자배우 부문 신스틸러상       | 빈칸                                        | 수상 |
| 2024 | MBC 연기대상               | 남자 조연상                    | 밤에 피는 꽃, 백설공주에게 죽음을-Black Out | 수상 |